# Oohkotokia
Oohkotokia je rod ptakopánvého dinosaura ze skupiny ankylosaurů. Zahrnuje jediný dosud popsaný druh (O. horneri), formálně stanovený v roce 2013.

## Popis
Šlo o robustního "obrněného" čtvernohého býložravce o délce asi 5 metrů a hmotnosti kolem 2000 kilogramů.
Oohkotokia žila v období pozdní křídy (fosilie jsou známé ze souvrství Two Medicine, asi před 74 miliony let) na území dnešní Montany (USA). Fosilie tohoto dinosaura byly objeveny v souvrství Two Medicine, odkud známe také velké tyranosauridy, jako byl rod Daspletosaurus nebo Gorgosaurus (ti byli zároveň hlavními predátory tohoto dinosaura). Druhové jméno tohoto ankylosaurida je poctou americkému paleontologovi Jackovi Hornerovi.